# Балканска зора (1912)
 Тази статия е за софийския вестник от 1912 година.  За пловдивския ежедневник от 1890 - 1894 година вижте Балканска зора.  
„Балканска зора“ е български вестник, редактиран от Коста Шахов и излизал в София през 1912 година.
Вестникът е ежедневник. Печата се и в печатница „Независима България“ в София. От втория брой редактор е видният вестникар Коста Шахов. Излиза само в 6 броя. Публикува новини за Балканската война.
| Годишнина | Броеве | Дата                         |
| --------- | ------ | ---------------------------- |
| I         | 1 – 6  | 16 ноември – 21 ноември 1912 |